# Nicole Jung
Nicole Yongju Jung (hangul: 니콜 정), även känd under artistnamnet Nicole, född 7 oktober 1991 i Los Angeles, är en amerikansk-sydkoreansk sångerska.
Hon var tidigare medlem i den sydkoreanska tjejgruppen Kara från gruppens debut 2007 till det att hon lämnade den 2014. Nicole släppte sitt solo-debutalbum First Romance den 19 november 2014.

## Diskografi

### Album
| Albuminformation                                    | Topplacering          | Topplacering   |
| Albuminformation                                    | Sydkorea (Gaon Chart) | Japan (Oricon) |
| Koreanska                                           | Koreanska             | Koreanska      |
| --------------------------------------------------- | --------------------- | -------------- |
| First Romance (EP-skiva) - Släppt: 19 november 2014 | 5                     | —              |
| Japanska                                            |                       |                |
| Bliss (Studioalbum) - Släppt: 27 april 2016         | —                     | 19             |

### Singlar
| År        | Titel               | Topplacering          | Topplacering   |
| År        | Titel               | Sydkorea (Gaon Chart) | Japan (Oricon) |
| Koreanska | Koreanska           | Koreanska             | Koreanska      |
| --------- | ------------------- | --------------------- | -------------- |
| 2014      | "Mama"              | 69                    | —              |
| Japanska  |                     |                       |                |
| 2015      | "Something Special" | —                     | 8              |
| 2016      | "Don't Stop"        | —                     | 11             |

## Filmografi

### Film
| År   | Titel  | Roll      |
| ---- | ------ | --------- |
| 2011 | My Way | cameoroll |

### TV-drama
| År   | Titel                | Kanal     | Roll       |
| ---- | -------------------- | --------- | ---------- |
| 2008 | The Person Is Coming | MBC       | skolflicka |
| 2011 | Urakara              | TV Tokyo  | Nicole     |
| 2014 | Secret Love          | DRAMAcube | Melly      |